# Wymowa samogłosek nosowych
Wymowa samogłosek nosowych – w języku polskim, jako w jednym z dwóch języków słowiańskich, samogłoski nosowe ([ą] i [ę]) nie uległy pełnej denazalizacji. W śródgłosie wymowa samogłoski nosowej determinowana jest przez głoskę po niej następującą.
- przed spółgłoską szczelinową (v, f, s, š, z, ž, x) dwojako:
  - asynchronicznie:

ę [eų] np. [geųsty] gęsty
ą [oų] np. [koųsa] kąsa
- synchronicznie:

ę [ę] np. [gęsty] gęsty
ą [ą] np. [kąsa] kąsa
- przed spółgłoską wargową (p, b, m):

ę [em] np. [tempy] tępy
ą [om] np. [rombać] rąbać
- przed spółgłoską zębową (d, t, ʒ, c):

ę [en] np. [pent] pęd
ą [on] np. [tront] trąd
- przed spółgłoską dziąsłową (č, ǯ, t, d):

ę [eṇ] np. [meṇčyć] męczyć
ą [oṇ] np. [poṇček] pączek
- przed spółgłoską środkowojęzykową (ć, ʒ́):

ę [eń] np. [peńʒ́ić] pędzić
ą [oń] np. [mońćić] mącić
- przed spółgłoską tylnojęzykową (k, g, u̯):

ę [eŋ] np. [meŋka] męka
ą [oŋ] np. [moŋka] mąka
- denazalizacja:

ę [e] np. [v’źel’i] wzięli
ą [o] np. [v’źou̯] wziął
- w wygłosie dwojako:
  - asynchronicznie:

ę[eų] np. [teų] tę
ą [oų] np. [toų] tą
- synchronicznie:

ę [ę] np. [tę] tę
ą [ą] np. [tą] tą